# Flussgeschichte der Bära
Die Flussgeschichte der Bära hat sich, wie die der anderer rezenter Albflüsse, erdgeschichtlich sehr lange und wechselvoll entwickelt. Nur wenige, sehr alte und ehemals sehr große Gewässer der Schwäbischen Alb transportieren heute noch wie sie ihre Wasser- und Sedimentfracht oberirdisch bis zur Mündung in die Donau.
Die etwa südwärts laufende Bära ist das Hauptgewässer des Unter-Naturraums Hohe Schwabenalb der Schwäbischen Alb und ein sehr alter Fluss. Ihr Vorläufer, die Ur-Bära, ist wahrscheinlich älter als die Ur-Donau. Flussgerölle der Ur-Bära wurden auf ausgedehnten Flächen der Oberböden bei Buchheim im Landkreis Tuttlingen und Altheim im Landkreis Sigmaringen, also südlich der heutigen Donau, nachgewiesen. Die wechselvolle Entwicklung der Bära kann mit Hilfe zahlreicher Erkenntnisse zur Bära, zu anderen wichtigen Flüssen und geologischen Phänomenen in denselben Regionen Westliche Schwäbische Alb und Nördliches Albvorland für mehrere erdgeschichtliche Epochen beschrieben werden.

## Die Ur-Bära im Miozän

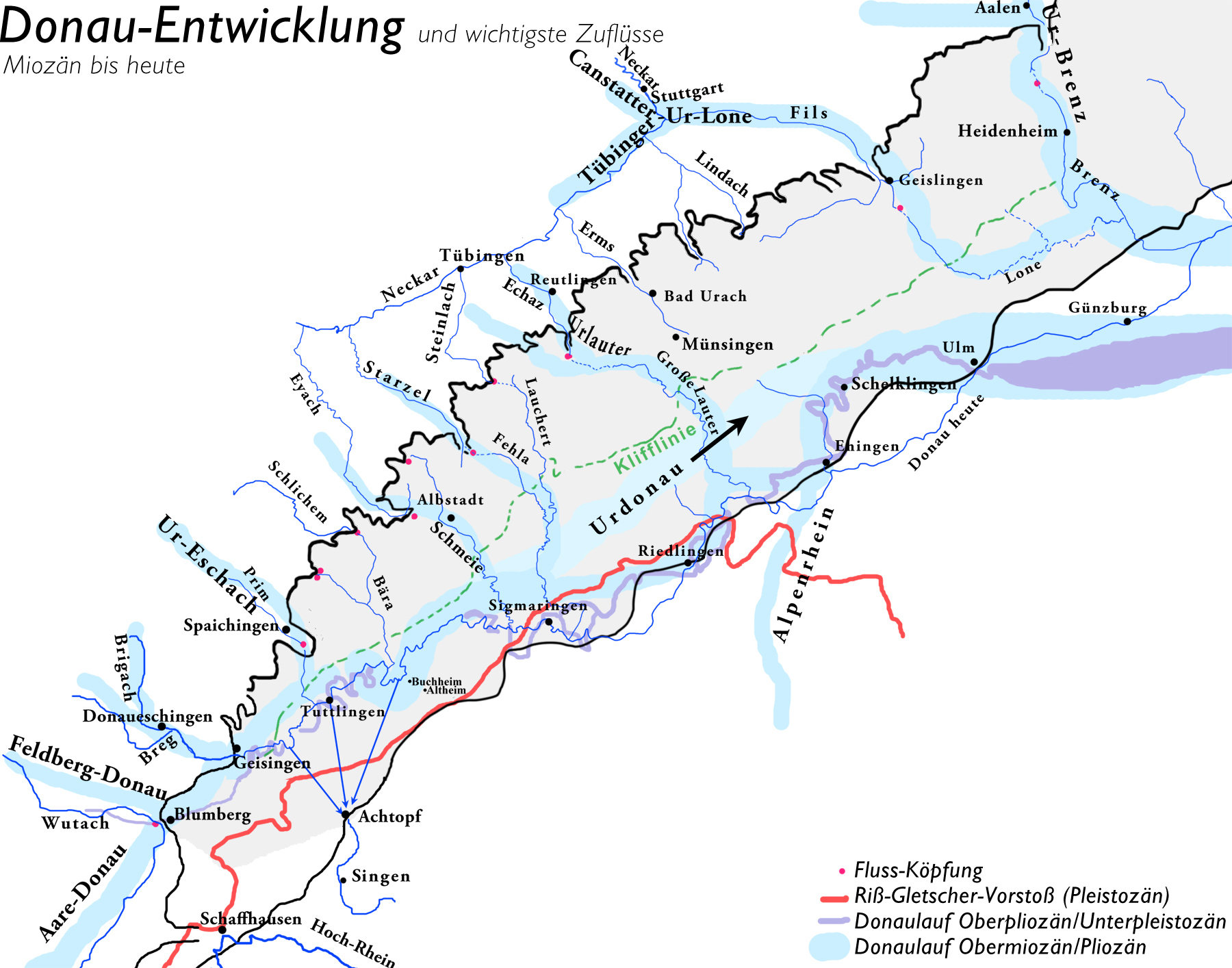
Ur-Donau und Entwicklung seit dem Miozän

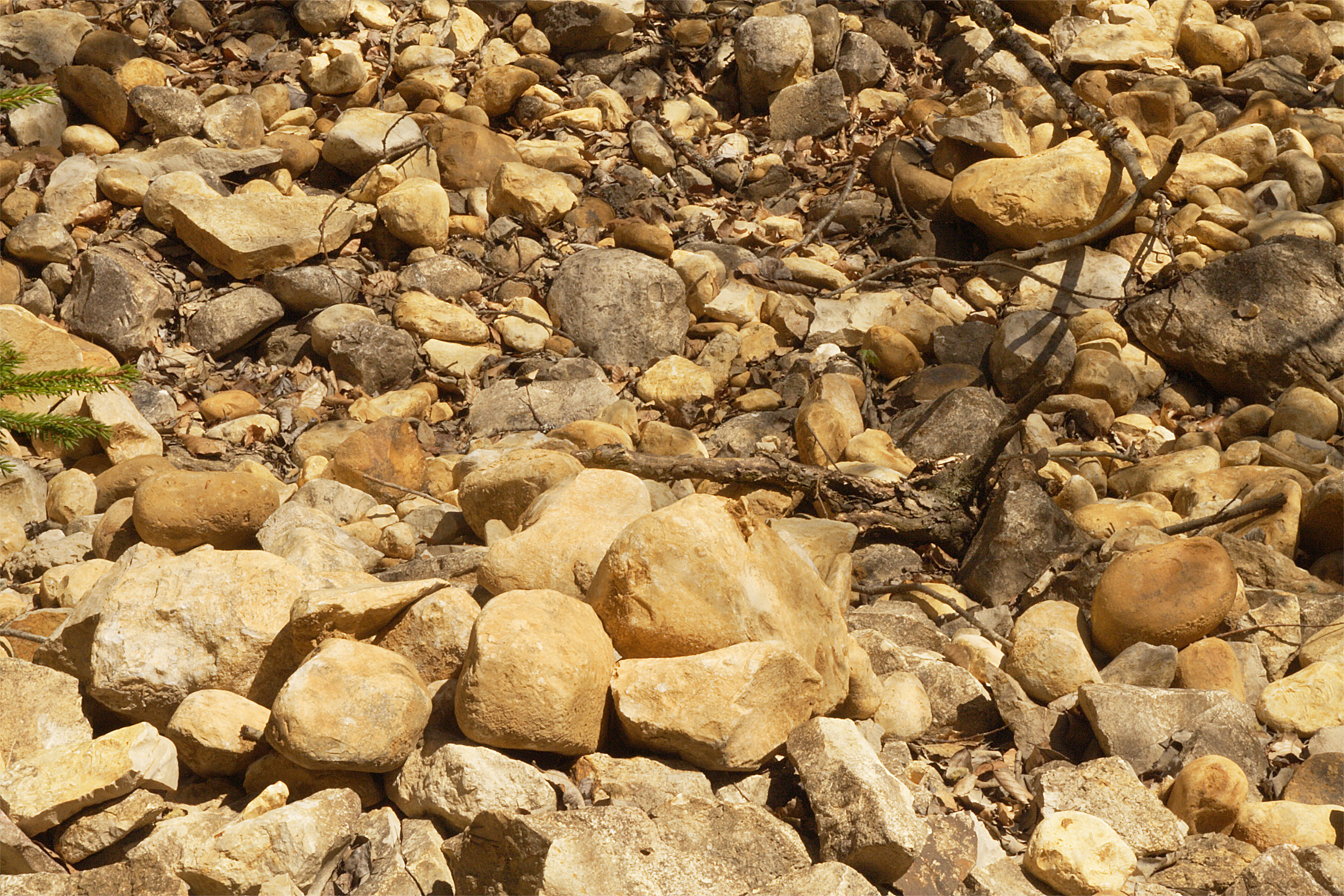
miozäne Juranagelfluh, schlecht sortiert, wohl gerundet, hier in der Tengener Rinne

Beachtlich viele Fluss-Schotter der so genannten „Jüngeren Juranagelfluh“ liegen in mehreren Geröllfeldern auf einer Fläche von etwa 6,5 km Länge bei Buchheim und Altheim rund drei Kilometer südlich, also jenseits der heutigen Donau. Diese in aktuellen geologischen Karten mit der Bezeichnung „tJN2“ eingetragenen Geröllfunde sind veritable Belege einer Ur-Bära, die in die Graupensandrinne mündete. Diese große Rinne war im Mittel-Miozän die Hauptentwässerungsrinne Südwestdeutschlands.
Weitere Belege für die Ur-Bära dieser miozänen Zeit sind nicht bekannt. Es können aber Vergleiche herangezogen werden, die von zahlreichen geologischen Publikationen über die Ur-Donau vorliegen. Von verschiedenen Entwicklungsstufen der Donau wurden zahlreiche Schottergerölle gefunden und petrographisch auf Alter, Größe, Zusammensetzung, Herkunftsgebiet, Fundhöhe und Fundort analysiert, so dass mittlerweile tragfähige Angaben über Verläufe verschieden früher Phasen der Ur-Donau und der Donau von der Schweiz bis zum heutigen Ulm gemacht werden konnten:
Die Ur-Bära war ein verflochtener Fluss, der sich hoch über den heutigen Landoberflächen auf einem Flachrelief ausbreitete. Ihr Oberlauf wird weiter in den Norden gereicht haben als heute. Die gefundenen Juranagelfluh-Gerölle des Mündungsbereichs der Ur-Bära enthalten nur Weißjura-Gesteine, aber keine tieferen Gesteins-Formationen des damaligen Südwestdeutschen Schichtstufenlandes. Der Oberlauf reichte also nicht weit über den heutigen Albtrauf hinaus.

## Tektonik im Miozän/Pliozän
Die alles verändernden Ereignisse für ganz Südwestdeutschland an der Grenze Miozän/Pliozän waren die weitere Absenkung des Oberrheingraben – und kongruent – die Hebung und Kippung der Kalktafel der Alb. Die Alb erhielt eine Schrägstellung von Norden nach Süden und Kippung nach Osten. Die tektonischen Ereignisse ließen das Flusssystem von Rhein und Neckar (in der Frühzeit die „Tübinger Urlone“ genannt) aggressiv vordringen. Die flächenhaft wirkende Abtragungsleistung und die Erosion waren enorm, die Schichtstufen an der Stirn der Albhochfläche, besser als Albtrauf bekannt, wurden kontinuierlich südostwärts zurückverlegt. Das Einzugsgebiet der Ur-Bära im Norden wurde dadurch reduziert. Die Hebung erhöhte das Gefälle aller zur Donau gerichteten Gerinne leicht und führte sukzessive zur verstärkten Reliefbildung durch Zertalung und Verkarstung der Albtafel. Schließlich wurden im Pliozän die Obere Bära von der rasch vordringenden, rheinischen Schlichem im Tieringer Sattel (780 m) angezapft. Die Untere Bära wurde bei Gosheim (835 m), ebenso wie ihr Seitenarm, der „Deilinger Mühlbach“ am Deilinger Strunkpass (835 m) geköpft.

## Karstgeschehen ab dem Mittleren Pliozän
Mit der Eintiefung der Donau und deswegen auch der Bära ab dem Mittleren Pliozän konnte die Verkarstung der Schwäbischen Alb in tiefere Gesteinsschichten vordringen. Lösungsprozesse erweiterten Klüfte und schufen sogar größere Karstwasserwege. Das durch zahlreiche Bäche der Seitentäler gespeiste Wasseraufkommen machte das Bäratal tiefer und breiter. Der Karstwasserspiegel folgte den sich tiefer einschneidenden Tälern der Donau und der Bära. Ab dem Mittleren Pleistozän floss immer weniger Wasser oberirdisch ab. Die oberirdischen Bära-Gewässer in ihren großen Tälern wurden kleiner, die meisten Seitentäler wurden zu Trockentälern, in welchen sich Abschwemmmassen und Hangschutt ansammelten.

## Entwicklung im Quartär bis heute

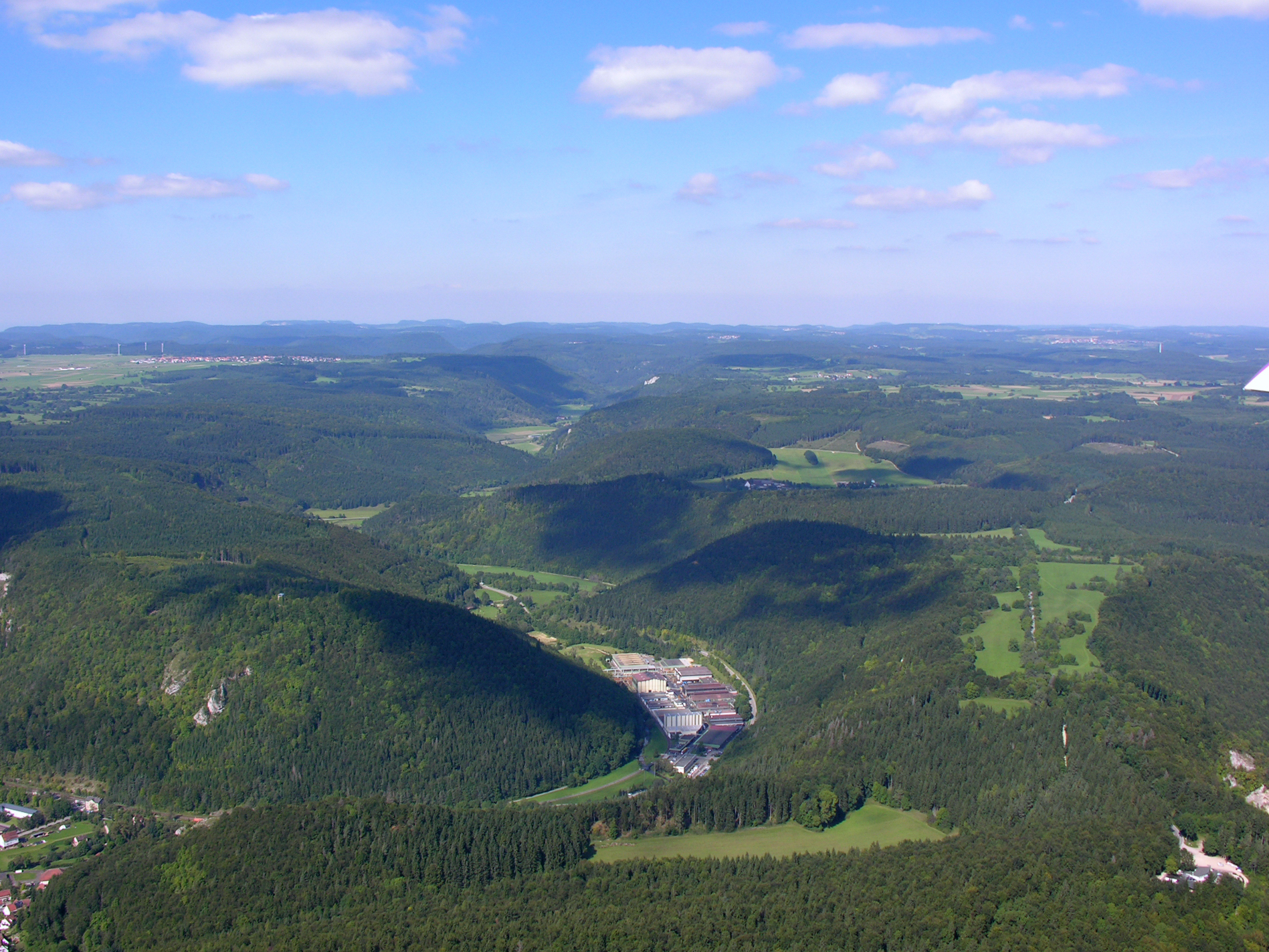
Tal der Bära, tief ins Hochplateau der Hohen Schwabenalb eingetieft

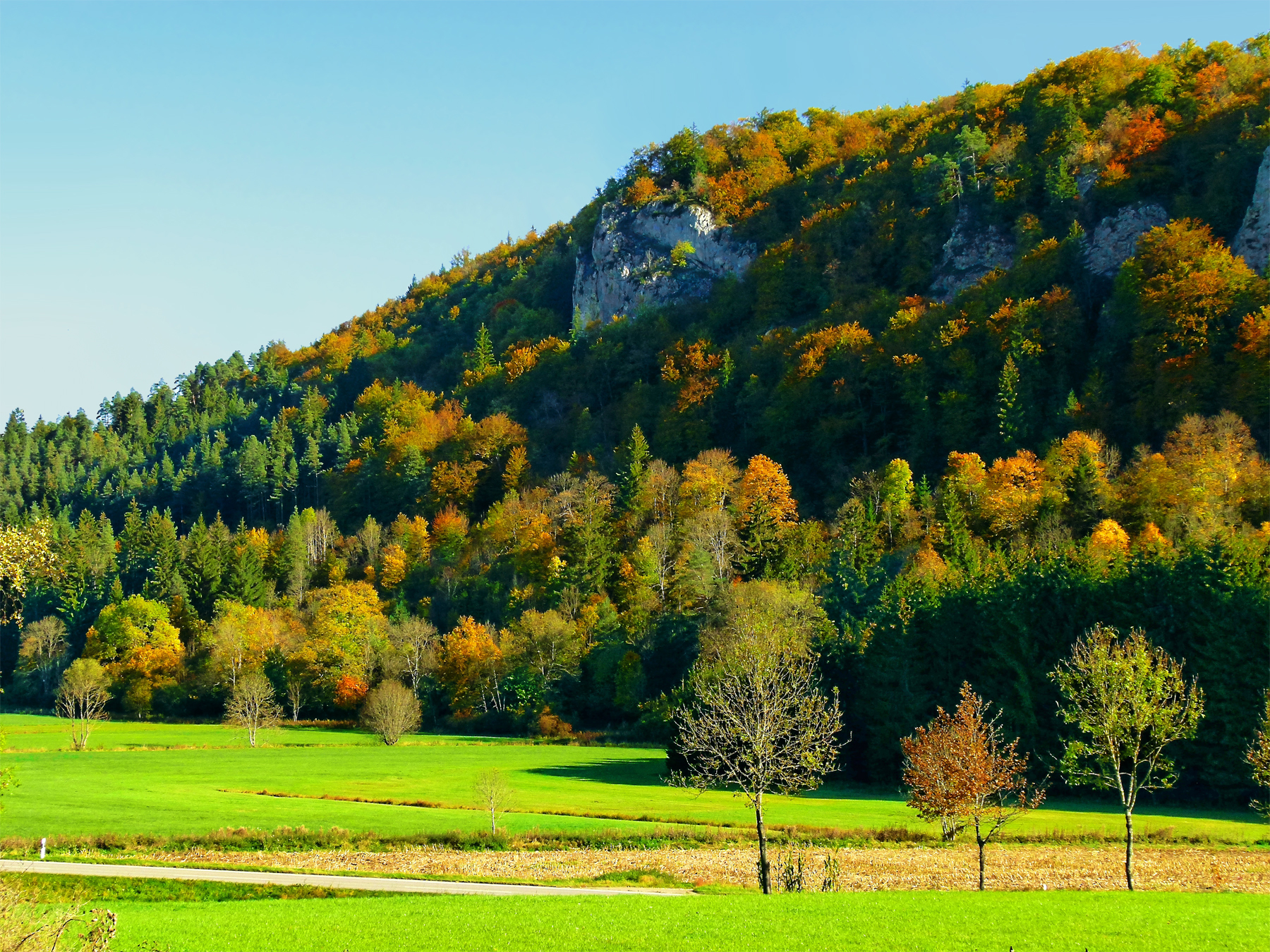
Naturbelassenes Tal, sichtbare, harte Massenkalkfelsen gibt es an verschiedenen Stellen im Bäratal

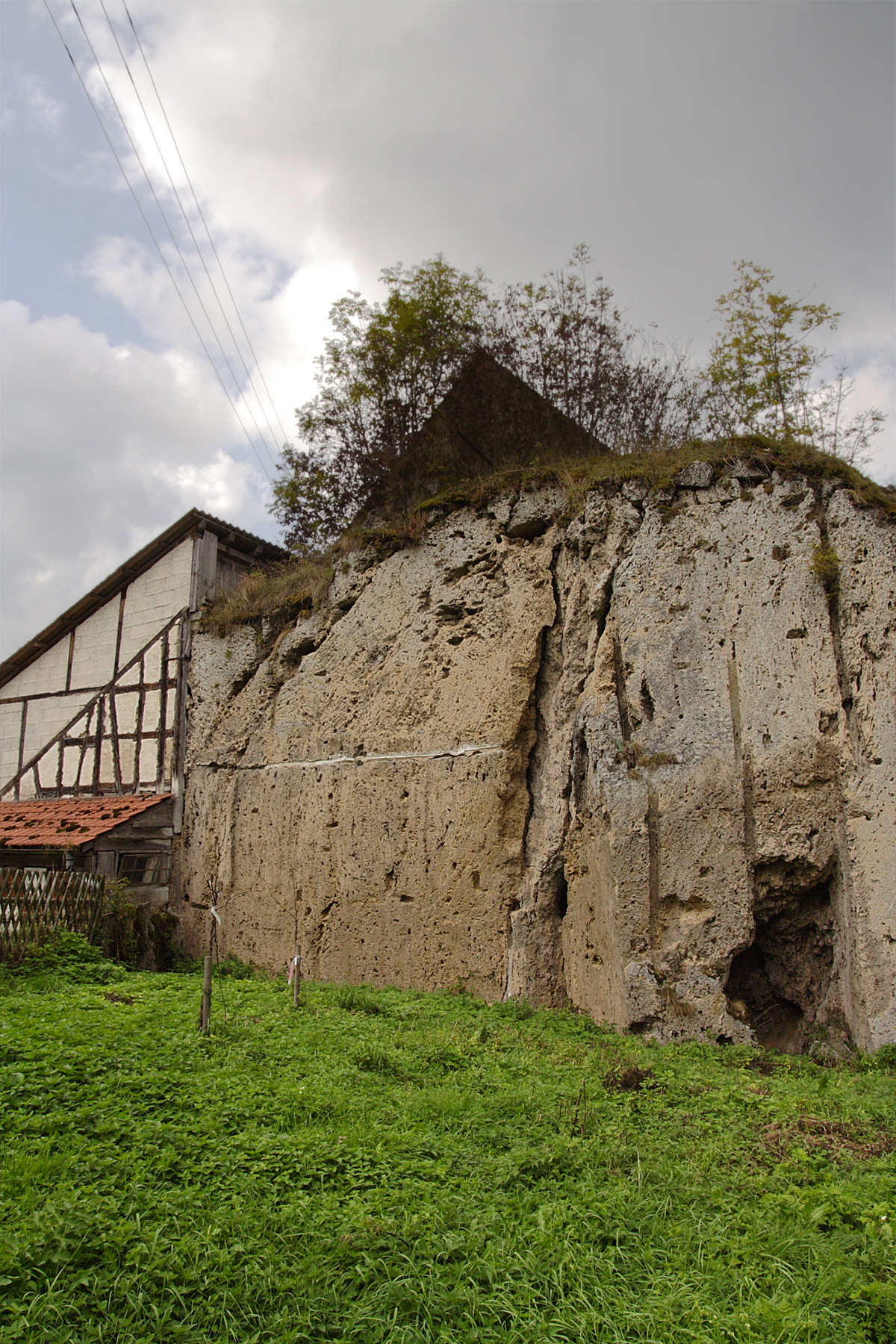
Große Kalktuffbarre im aufgegebenen Steinbruch Ensisheim (Gemeinde Bärenthal)

Die Täler der Bära sind vollständig naturbelassen, die Hänge sind von dichtem Buschwerk oder Wald bewachsen. Talböden, Hänge und Teile des Hochplateaus sind großflächig als Landschaftsschutzgebiet und auch durch die Habitat-Richtlinie der EU („FFH“) geschützt. Die Talböden am Zusammenfluss von Unterer und Oberer Bära sind als Naturschutzgebiet besonders geschützt („Galgenwiesen“), zumal sich die beiden Bära-Bäche hier in mehrere naturnahe Fließ- und Altwässer verzweigen. Die Täler der Oberen und der Unteren Bära sind heute breit (ca. 100–300 m), aber erst wenig eingetieft. der Fluss Bära ist heute auf ganzer Länge (außer bei Hochwasser) ein schmales Bächlein (siehe das Foto der Oberen Bära bei Oberdigisheim).

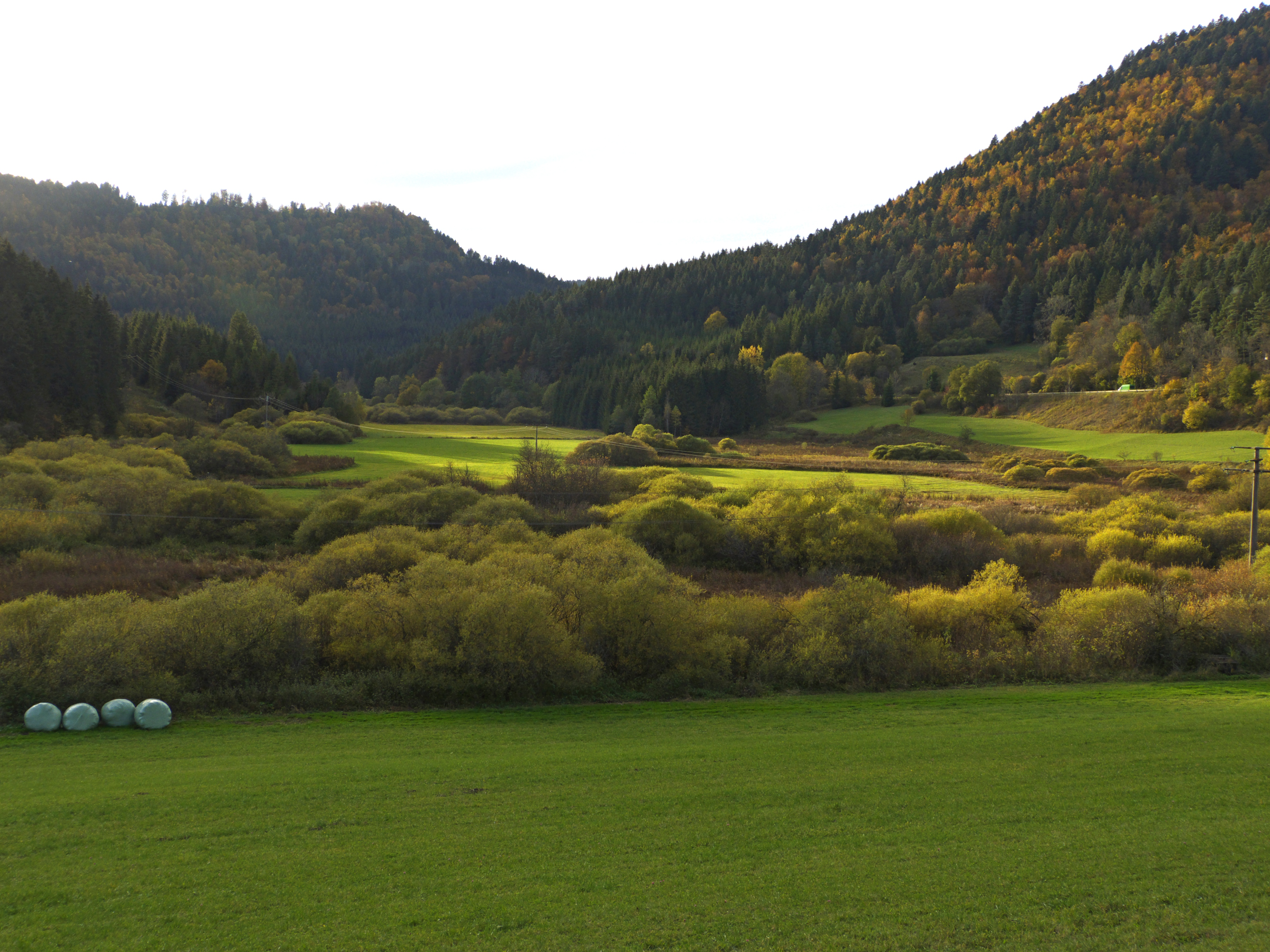
Naturschutzgebiet Galgenwiesen am Zusammenfluss von Oberer und Unterer Bära

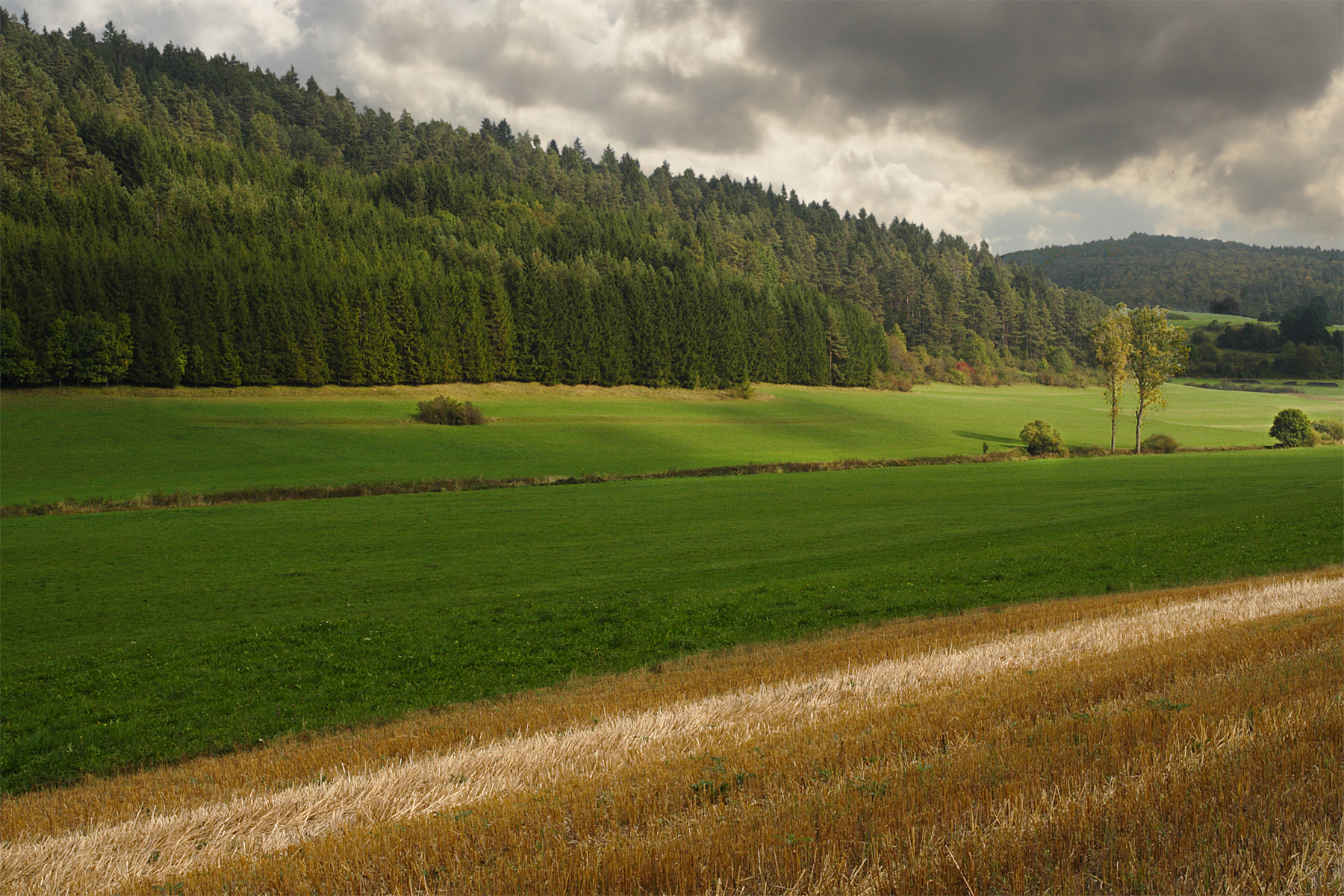
Obere Bära: breites Tal, schmächtiges Bächlein

Ab dem Zusammenfluss der Oberläufe erreicht der Talboden schließlich eine mächtige Tiefe von 180–200 m gegenüber dem Hochplateau. Zur Erreichung der Mündung in die Donau musste sich das Gefälle der Bära auf den letzten fünf Kilometer des Unterlaufs noch kräftig steigern; das Tal wird noch tiefer, aber auch enger. Diese große Breite und Tiefe kann mit der heutigen Wasserführung des kleinen Gerinnes nicht erklärt werden.
In der warmen und feuchteren Zeit des Holozän (Atlantikum, ca. 8000–4000 BC) muss die Wassermenge erheblich größer gewesen sein als heute – es wird daher zahlreiche Karstquellen gegeben haben, die kräftig schütteten. Davon zeugen noch sieben Sintersediment-Ablagerungen, aufgebaut aus chemisch aus Karstquellwasser ausgefälltem Kalk, die sich an Hängen des Tals erhalten haben. In zwei Steinbrüchen sind große Reste dieser bemerkenswerten Kalktuffbarren noch gut sichtbar (Vgl. auch die Fotografien in Bärenthal).